# Richard D. Sanborn
Richard Dyer Sanborn junior (geboren am 3. Juni 1936 in Sanbornville (New Hampshire); gestorben am 12. Februar 1989 in Baltimore) war ein amerikanischer Eisenbahnmanager. Er war Präsident der Seaboard System Railroad und der Conrail.

## Leben
1957 schloss er die University of New Hampshire mit magna cum laude ab. 1960 erlangte er seinen Abschluss in Recht an der Harvard University. Ab 1961 arbeitete er als Anwalt und Rechtsberater für die Atlantic Coast Line Railroad sowie ab 1967 für deren Nachfolgegesellschaft Seaboard Coast Line Railroad. Ab Mai 1972 war er daneben in gleicher Funktion für die Louisville and Nashville Railroad tätig. Im Oktober 1973 wurde er Vizepräsident für das Executive Department in der Seaboard Coast Line Industries.
Zum 1. Mai 1982 wurde er Präsident und Chief Executive Officer der als Family Lines System Railroad firmierenden Bahngesellschaften (u. a. SCL, L&N) der Seaboard Coast Line Industries. Mit Wirkung zum 1. Januar 1983 firmierten die fusionierten Bahngesellschaften als Seaboard System Railroad. Ab 1986 wurde er Präsident und CEO der CSX Distribution Services. Damit war er unter anderem für den Güterkraftverkehr und die Binnenschifffahrt zuständig.
Zum 7. März 1988 wurde er als Nachfolger von Stuart M. Reed Präsident sowie ab dem 1. Januar 1989 als Nachfolger von L. Stanley Crane Chairman of the Board und Chief Executive Officer von Conrail.
Richard D. Sanborn verstarb an einem Herzinfarkt, sechs Wochen nachdem er den Aufsichtsratsvorsitz von Conrail übernommen hatte.
Er war verheiratet mit Hilda Joan Penner und hatte zwei Kinder.